# Marino Stephano
Marino Stephano (Morlanwelz, Bélgica, 1974 - Amberes, 8 de septiembre de 1999) fue un DJ y productor musical de origen belga, más específicamente de música Trance, muerto a causa de un accidente de coche a los 25 años de edad.

## Vida y trayectoria artística
Comenzó como Disc-Jockey en el año de 1995, en donde rápidamente creció en popularidad y reconocimiento dentro del género Trance.[cita requerida]
Pereció a causa de un accidente automovilístico en la carretera hacia Amberes, Bélgica, en el momento en que se dirigía para una colaboración con el productor musical y colega belga de música Trance Mike Dierickx (conocido popularmente como M.I.K.E. Push), el cual tiempo después le dedicaría una canción titulada Till We Meet Again.

## Curiosidades
- Según el DJ Toyax se le considera un modelo a seguir, el mismo rinde también un homenaje a Stephano con el tema Never (Rest In Peace Stéphane Mix) del año 1999.[4]
- Ha producido canciones y remezclas bajo su nombre de nacimiento, Stephano, así como con varios seudónimos. Sus alias más conocidos incluyen a Stephen Parker, Funky Dope y DJ MS, mientras que sus colaboraciones en grupos incluyen a CM, Hand's Burn, La Bush Team, M. Zone, Marino Brothers, Parker & Clind, Three Concept, Vade In Pace y Zodiac.[5]
- Su tema más famoso es quizá Dream Universe (Marino-S-Pace Mix) publicado en el año de 1997, bajo el alias de CM (Crystal Maneuvers), en colaboración con su primo Crisci Mauro.[6]

## Discografía
- Vol. II, 1996
- DJ Kalpa & Marino Stephano – Don’t Stop, 1996
- Downhill, 1996
- Eternal Rhapsody, 1997
- But You 1997
- Angel Of Love / Appocalyp’s, 1997
- DJ George’s & Marino Stephano – That’s The Break, 1997
- Vision Control, 1998
- The Mackenzie Feat. Marino Stephano – Short Circuit / Up And Down, 1998
- DJ George’s & Marino Stephano – Happy Love, 1998
- The Mackenzie Feat. Marino Stephano – The DJ, 1998
- Feel’s, 1998
- Free Time, 1999
- No Respect, 1999

Póstumos:
- Power Trax Vol. 1, 2004
- Classic EP, 2005